# Huelga de La Canadiense

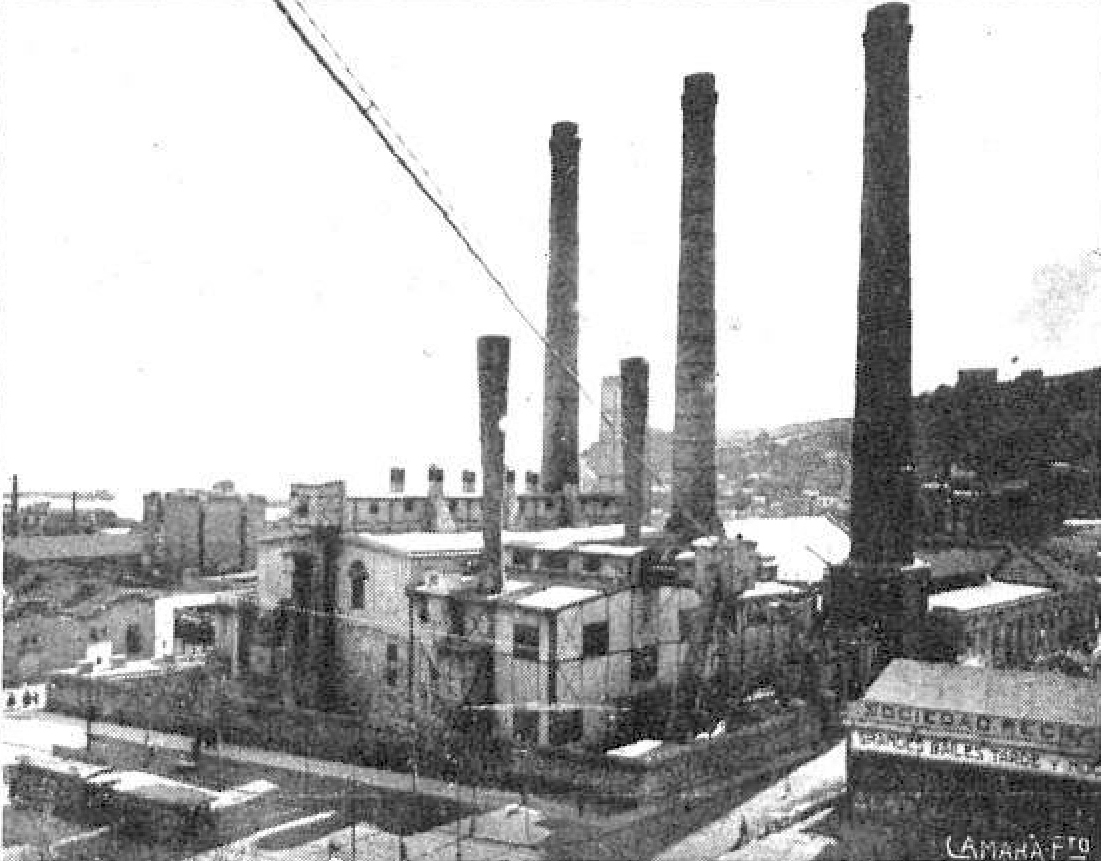
La central eléctrica de La Canadiense, en el Paralelo, abandonada por el personal en huelga.

La huelga de La Canadiense o de La Canadenca fue un movimiento de reivindicación laboral dirigido en 1919 por la Confederación Nacional del Trabajo (CNT) que incluyó huelgas, boicots e insumisión civil iniciada en la empresa eléctrica Riegos y Fuerza del Ebro, perteneciente a Barcelona Traction, Light and Power Company, limited, más conocida como La Canadiense. Comenzó el 5 de febrero de 1919 en Barcelona y a lo largo de los cuarenta y cuatro días que duró paralizó la ciudad y el 70 % de toda la industria catalana en una de las huelgas más importantes de la historia de España.
Constituyó un gran éxito del movimiento obrero español y de la CNT en particular pues se consiguieron mejoras salariales, la readmisión de obreros despedidos, la liberación de miles de detenidos durante el tiempo que duraron los paros y la implantación por ley de la jornada laboral de ocho horas con la sanción del Decreto de la jornada de ocho horas de trabajo. Tras ella la CNT se situó como una de las fuerzas sociales más importantes de Cataluña y de toda España.

## Antecedentes
Esta huelga se encuadra dentro del auge de la CNT que culminó en el Congreso Nacional de diciembre de 1919 en Madrid. Fue, asimismo, la primera prueba tras la reorganización en sindicatos únicos que realizó la Confederación Regional de Cataluña en el Congreso de Sants y que adoptaría posteriormente toda la organización. La elección de la empresa, vital para la industria de toda la región, tenía el propósito de buscar el reconocimiento de la CNT por parte del empresariado catalán.Semanas antes, en el mes de enero, la Confederación Regional de Cataluña organizó una campaña de agitación en la que envió a Levante y Andalucía a los mejores oradores, entre los que estaban Salvador Seguí, Ángel Pestaña o Manuel Buenacasa. Esta campaña alarmó en gran medida a los ministros de Madrid y, de la mano de la agitación que se estaba produciendo en Barcelona, llevó al gobierno del conde de Romanones a suspender las garantías constitucionales, detener a figuras importantes y líderes cenetistas como Negre, Buenacasa o Seguí, cerrar sindicatos y el periódico Solidaridad Obrera.

## Desarrollo de la huelga

### Inicio
La huelga se originó en solidaridad con ocho despedidos del personal de oficinas de la compañía eléctrica Riegos y Fuerzas del Ebro. Al pasar parte de la plantilla de temporales a fijos la empresa decidió bajarles el sueldo. Algunos de estos obreros eran miembros del sindicato único de la CNT y recurrieron a esta para plantear el conflicto, lo que provocó sus despidos. Tres días después, el 5 de febrero, los trabajadores de la sección de facturación de la empresa se sumaron al paro hasta la readmisión de sus compañeros y enviaron una comisión al gobernador civil, Carlos González Rothwos, al presidente de la mancomunidad y al alcalde para que intervinieran. La dirección llamó a la policía para que los echara de la fábrica. Su despido motivó que otras secciones de la compañía se unieran y dejaran de trabajar.
En este punto el conflicto adquirió otros tintes, ya no era solo una lucha laboral, lo que estaba en juego era el reconocimiento de los sindicatos y el derecho de sindicación. Se nombró un comité de huelga formado por varios de los despedidos y miembros de la CNT liderado por Simó Piera. El 8 de febrero casi toda la plantilla declaró el paro y los cobradores se negaron a realizar su trabajo. Una parte de la plantilla de Energía Eléctrica de Cataluña comenzó a solidarizarse e iniciaron el paro en su empresa. Los obreros de La Canadiense publicaron las bases que presentaron a la empresa: readmisión de todos los despedidos, aumento de sueldos, despido de esquiroles y ninguna represalia por parte de la dirección. A los dos días la empresa respondió con un comunicado acusando a los sindicatos de aprovecharse políticamente del conflicto. La situación se agravaba: la dependencia de multitud de servicios e industrias de la energía de La Canadiense hacía que estos parasen forzosamente, un cobrador que no la secundaba fue asesinado el 12 de febrero y se plantearon conflictos por parte de los chóferes y en el diario El Diluvio. Además el 17 de febrero el sector textil se sumó a la huelga.

### Huelga general en Barcelona
El 21 de febrero la huelga en el sector eléctrico era general, con la suma de los trabajadores de todas las compañías eléctricas. De esta manera el 70 % de la industria catalana, los tranvías o diarios, entre otros, se vieron afectados provocando su paro forzoso. Tras hablar con la embajada británica, el gobierno del conde de Romanones se incautó de la empresa y envió a algunos elementos del cuerpo de ingenieros y de la armada. Los técnicos militares calcularon que necesitarían cuatro días para restablecer el servicio. Joaquín Milans del Bosch, capitán general de Barcelona, consideraba, al contrario del gobernador, necesario declarar el estado de guerra. El 27 de febrero la huelga en las compañías de electricidad, gas y agua, era ya general. Romanones declaró ese mismo día que dimitiría cuando se restableciera el orden en Barcelona.

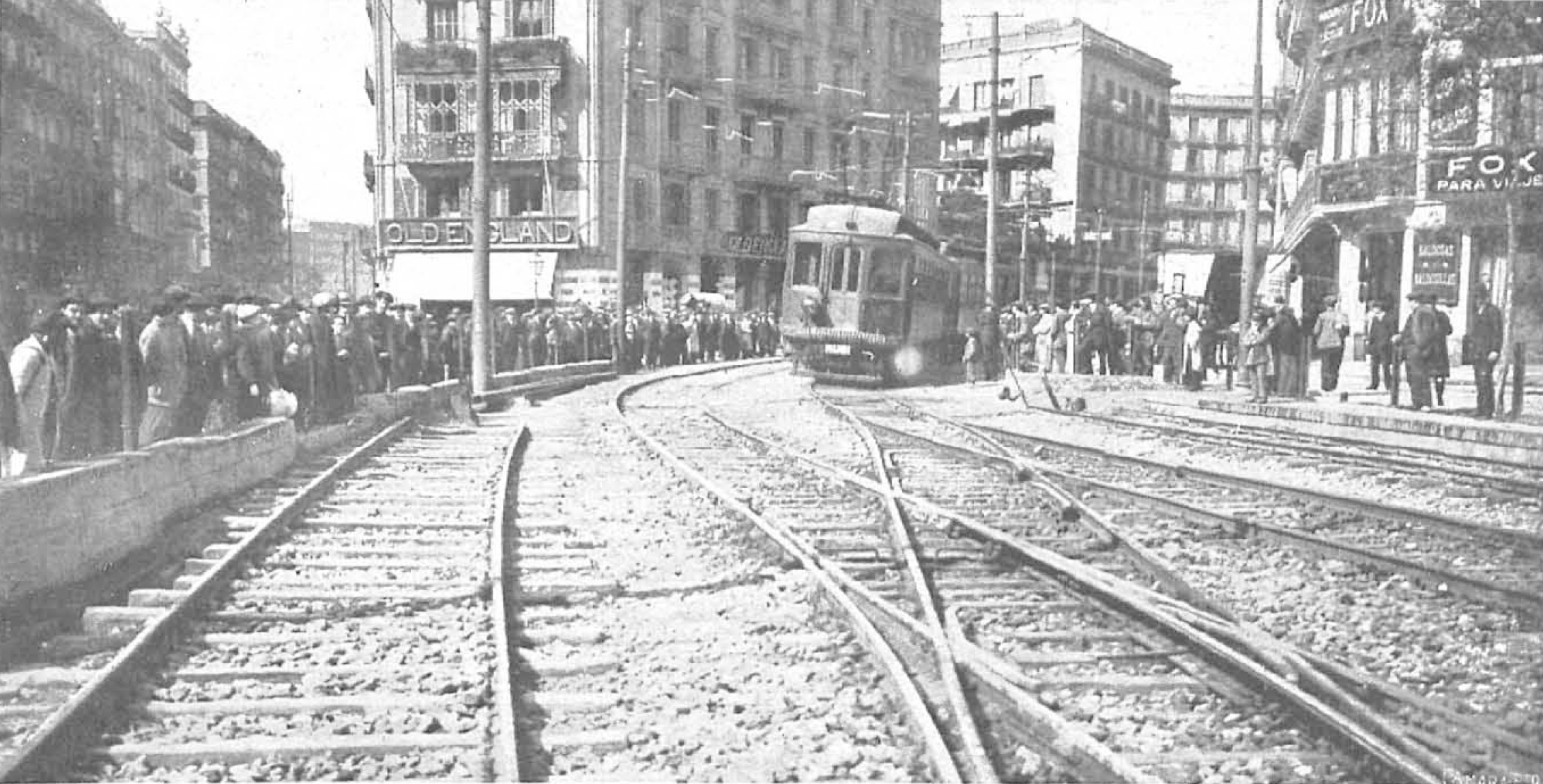
Huelguistas presenciando las maniobras del ferrocarril de Sarriá Rubí

El 1 de marzo el gobierno se incautó del servicio de aguas y el alcalde se puso en contacto con el comité de huelga. Este presentó tres condiciones con un plazo de dos días para contestar, las cuales eran: libertad de los presos encarcelados desde el 16 de enero, la apertura de los sindicatos y la inmunidad de los miembros del comité. Sin embargo, las propuestas fueron rechazadas por el Gobierno y las compañías publicaron que todos aquellos obreros que no volviesen a trabajar el 6 de marzo serían despedidos. En este contexto aparece la censura roja auspiciada por el Sindicato Único de Artes Gráficas de la CNT, que prohibió toda publicación sobre el conflicto que fuese perjudicial para los intereses obreros. Esta censura llegó a retrasar bandos gubernamentales e imponer y cobrar multas a diarios y delegados sindicales. El 7 de marzo se extendió el movimiento al sector ferroviario y el 12 del mismo mes el paro es general. El 9 de marzo, tras muchas dificultades, el gobierno consiguió publicar el bando del capitán general, Milans del Bosch, de movilización de todos los obreros de las empresas en huelga. Este bando dictaba una pena de cuatro años de cárcel para aquellos que no se presentasen en sus zonas de reclutamiento. Sin embargo, la mayor parte de los trabajadores no se presentó y muchos fueron encarcelados en el castillo de Montjuich, donde llegaron a internarse casi 3000 presos.

### Finalización
Para el 13 de marzo el Gobierno buscaba el camino de la negociación. Por ello, envió a Barcelona al subsecretario de la Presidencia José Morete; Carlos Montañés, ingeniero de simpatías catalanistas, fue nombrado gobernador civil; y Gerardo Doval ocupó el puesto de jefe de policía. A la vez se declaró el estado de guerra y se mantuvo la censura de prensa. Al Gobierno le preocupaba que la huelga se extendiera a otras zonas de influencia cenetista como Valencia, Zaragoza o Andalucía y la amenaza de la Unión General de Trabajadores (UGT) de solidarizarse. Durante el 15 y el 16 de marzo se realizaron varias reuniones entre el comité sindical, las autoridades civiles y la empresa, que tuvieron lugar en la sede del Instituto de Reformas Sociales, donde se llegó al siguiente acuerdo: el final del conflicto, libertad para todo preso social que no estuviera sometido a proceso, readmisión de todo huelguista sin represalias, aumento general y proporcional de los salarios de los obreros de La Canadiense, jornada máxima de ocho horas y el pago de la mitad del mes que duró. Para que este acuerdo se pudiese llevar a cabo se tendría que contar con el consentimiento de los trabajadores, para ello se convocó un mitin en la plaza de toros de Las Arenas al que asistieron alrededor de 25 000 obreros. El 19 de marzo tras la intervención de Seguí en el mitin se aceptó finalizar la huelga.

### Valoración
Esta huelga, que ha sido considerada una de «las más importantes de la historia de España», terminó como una victoria completa para los sindicatos, además de los obreros de La Canadiense, chóferes, carreteros, obreros del textil y tipógrafos consiguieron sus mejoras. Entre ellas sobresale la jornada de ocho horas promulgada en abrilcomo ya se había decretado dos años antes en la URSS. Así mismo la disciplina obrera sobre las corrientes más agresivas fue imperante, en los cuarenta y cuatro días que duró sucedieron muy pocos actos violentos: una bomba y cuatro asesinatos, hechos aislados ante el pacifismo del resto de obreros. Por último situó a la cuestión social en un lugar destacado dentro de la política catalana y a la CNT como una de las organizaciones más influyentes de Cataluña y de España.

## Tras La Canadiense: huelga general y consecuencias
A los tres días de la victoria en La Canadiense, el 24 de marzo, se volvió a declarar una huelga general en toda Cataluña. El desencadenante fue la negativa del gobierno a liberar a todos los presos como estaba acordado y, siguiendo las presiones de los grupos más intransigentes, se llamó al paro cuando aún se estaba negociando con el gobierno. En esta ocasión el gobierno operó con mayor dureza, sacó desde el primer momento al ejército y apostó ametralladoras y cañones en las calles.  También se organizó el somatén para abrir tiendas, aprovisionar la ciudad y detener obreros. El 2 de abril se promulgó el decreto que imponía la jornada de 8 horas desde octubre, consiguiendo que muchos obreros volvieran al trabajo, por ello la huelga fue decayendo en intensidad hasta que el 14 de abril se da por concluida. No obstante, el estado de guerra y la represión antisindical estuvieron presentes durante cuatro meses.
Una de las consecuencias más claras fue la creación de la Federación Patronal Catalana, en manos de los patronos más «intransigentes» y «combativos», que se organizó para hacer frente al nuevo sindicalismo que mantuvo estas huelgas. Entre las medidas que se usaron contra los sindicatos destacan: el cierre patronal, las listas negras o los despidos masivos. Esta situación llevó a que los grupos de acción anarquista, nutridos de numerosos trabajadores despedidos e insertos en listas negras, empezaran a tomar fuerza y fueran desplazando a los cuadros más moderados de los puestos de dirección. Por otro lado, cambió el gobierno de Romanones, más abierto a la negociación, por el de Maura, inclinado por la vía represiva; y Bravo Portillo, destituido y encarcelado por colaborar con Alemania en la I Guerra Mundial, volvió a la policía barcelonesa.
En consecuencia, el gobierno mantuvo la represión contra los sindicatos que vieron cómo el ala moderada era perseguida y encarcelada, los puestos directivos de estos fueron poco a poco ocupados por posturas más radicales y la patronal endureció sus posiciones; todo ello en conjunto permitió que el pistolerismo renaciese en Barcelona y se instalase en los próximos años en la ciudad de manera endémica.